# Dirt...and More Dirt
Dirt...and More Dirt ist ein Jazzalbum des Henry Threadgill 14 Or 15 Kestra: Agg. Die vom 24. bis 27. September 2017 im Water Music Studio, Hoboken, New Jersey, entstandenen Aufnahmen erschienen am 18. Mai 2018 auf Pi Recordings.

## Hintergrund
Threadgills 14 or 15 Kestra: Agg war nach Zooid und dessen letztem Album In for a Penny, In for a Pound (2015) und der erweiterten Gruppe Double Up (Old Locks and Irregular Verbs, 2016) ein neues Ensemble des Musikers und Komponisten, umfasste jedoch Mitarbeiter von seiner Band Very Very Circus, Zooid und dem Ensemble Double Up. Eine bemerkenswerte Ergänzung zu Threadgills rotierender Kommune sei die Trompeterin Stephanie Richards gewesen, notierte Karl Ackermann.

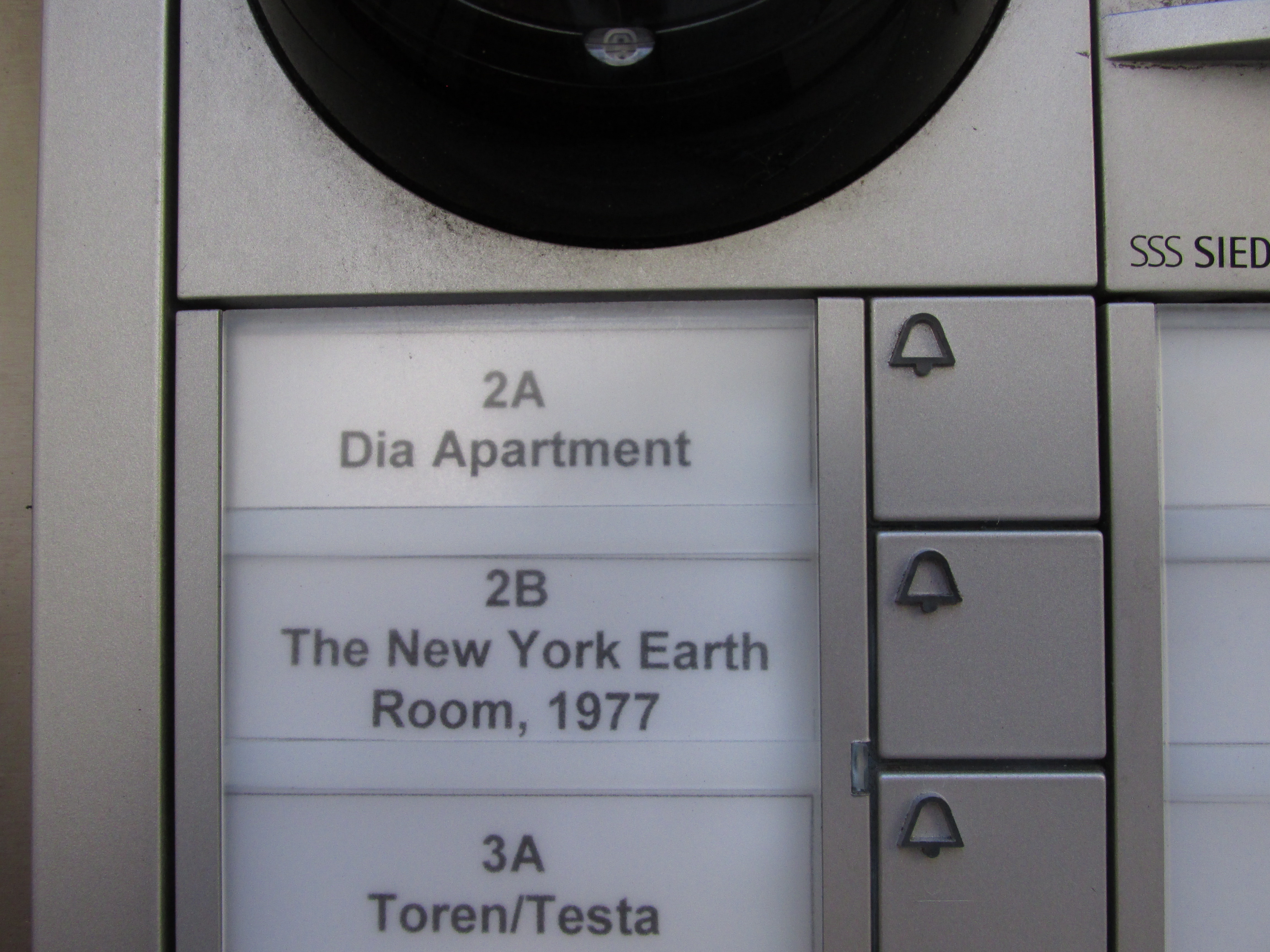
Summer für den New York Earth Room von Walter De Maria

Threadgills Album ist inspiriert von der Konzeptkunst-Installation „The New York Earth Room“ von Walter De Maria, die seit 1977 von der Dia Art Foundation erhalten wird: „Schmutz ist überall. Am Ende sind wir alle Schmutz. Mit ›Erde‹ passiert eine Menge,“ meinte Threadgill.
Mit ,Dirt… and More Dirt' erweitert Threadgill seine  kompositorische und instrumentale Palette. Die hier eingesetzten größeren Instrumentalkräfte ermöglichten eine größere Bandbreite an Klangfarbe, Textur und polyphoner Dichte.
Das Album besteht aus zwei längeren Werken, „Dirt…“ sowie „And More Dirt“ und ist für Threadgills Band 14 Or 15 Kestra: Agg komponiert, das 15 Musiker (Gitarre, Bass, zwei Schlagzeuger, Cello, Tuba, drei Altsaxophone, zwei Flöten (2), zwei Trompeten, zwei Posaunen und zwei Klaviere umfasst. Die Werke gelten als Ergebnis von Threadgills fortwährender Suche nach der Integration von Komposition und Gruppenimprovisation, „insbesondere einem völlig neuen Improvisationssystem, das den unverwechselbaren Stempel aller Threadgill-Kompositionen trägt“, heißt es in der Liner Notes: komplexe Formen, vielschichtiger Kontrapunkt, rigorose Polyphonie und klangliche Kontraste, alles verpackt in einem Strudel rhythmischer Faltungen. Der Einsatz mehrerer Blech- und Holzbläser auf „Dirt…“ erweitere die harmonische und tonale Palette der Musik, die Threadgill zur Verfügung stehe, enorm und füge eine viel breitere Palette von Farben, Texturen und Gewicht hinzu.
Zu Threadgill gesellen sich die Mitglieder seines seit den frühen 2000er-Jahren bestehenden Sextetts Zooid – Liberty Ellman an der Gitarre, Christopher Hoffman am Cello, José Davila an der Tuba und Elliot Humberto Kavee am Schlagzeug. Weitere Musker waren der Altsaxophonist Curtis Macdonald, die Pianisten David Virelles und David Bryant, der Altsaxophonist und Flötist Román Filiú und der Schlagzeuger Craig Weinrib, ferner Ben Gerstein, Jacob Garchik, Jonathan Finlayson, Stephanie Richards und Thomas Morgan.

## Titelliste
- Henry Threadgill 14 Or 15 Kestra: Agg – Dirt… and More Dirt (Pi Recordings PI73)[5]

Dirt

Part I \t8:01

Part II \t0:57

Part III \t4:35

Part IV \t5:16

Part V \t4:12

Part VI \t3:48
And More Dirt

Part I \t7:12

Part II \t0:38

Part III \t1:25

Part IV \t2:49

-
Credits \t2:04
Die Kompositionen stammen von Henry Threadgill.

## Rezeption
Nach Ansicht von Karl Ackermann, der das Album in All About Jazz rezensierte, führe Threadgill, mit einem fünfzehnköpfigen Ensemble, sowohl präzise Schnitte als auch weite Schwaden durch die beiden mehrteiligen Suiten des Titels. „Als wir endlich bei "And More Dirt -Part I" ankommen, hat sich der typische Threadgill-Ansatz voll entwickelt, Bläser, Blechbläser; Streicher und Percussion weben komplexe Passagen durch ein Klanglabyrinth, das sich jeder Beschreibung entzieht“. Das Programm umfasse flüssige kammermusikalische Kompositionen, die ihre Wurzeln in einer eigentümlichen Synthese von Latin-, Folk- und Weltmusik-Einflüssen hätten. Es gebe akzentuierte Soli, Assemblagen und Ensemblespiel, aber keine Methode dominiere die beiden Suiten. Opulente Harmonien, ein Spektrum an Schattierungen und Experimente würden sich in byzantinischen Gruppierungen verbinden, die eine Fülle von Empfindungen vermitteln, die offen für Interpretationen sind.
Michael J. West schrieb in JazzTimes, Henry Threadgill könne man nicht vorgeworfen, dass er sich auf seinen Lorbeeren ausruhe. Das erste neue Werk des legendären Holzbläser und Komponisten seit der Auszeichnung mit dem Pulitzer-Preis für Musik im Jahr 2016 sei eigentlich ein Paar von Werken, beide seien groß angelegt, sowohl mitreißend als auch großartig.
Anthony Dean-Harris meinte in Nextbop, an diesem Punkt in der Karriere von Henry Threadgill würden wir die Dynamik bereits kennen. Der Autor konstatiert „eine Verfeinerung dieser wechselnden Polyrhythmen, dieser schwebenden Melodien, die wie Kolibris im Frühling um das Tonale und das Atonale schwingen, und dieses allgegenwärtige Gefühl, dass all diese Kunst einfach nicht funktionieren würde, wenn man einfach nicht anders könnte, als  mit dem Fuß klopfen.“ Bei Threadgill sei alles dabei, das ist sein Sound. Es sei die Intention dieses großen Ensembles, eine solche Komposition mit hochkarätiger Improvisation zu verschmelzen, insbesondere diese Dynamik mit einer so großen Besetzung zu etablieren. In diesen beiden, in Einzelteile zerlegten Stücken sei Raum vorhanden für diese Verschmelzung von Klängen und Gefühlen, Raum für den Wechsel von Stimmungen, und man habe nie das Gefühl, dass Threadgill bei der Gestaltung seines bisher größten Ensembles überhaupt etwas auch nur annähernd [zu] kopflastig gemacht habe. Das Album sei großartig, in seiner ausgewogenen Komposition, die die Spannung aufrechterhalte, die Aufmerksamkeit auf sich ziehe und nie zu lange in eine Richtung verweile, aber auch nie ein Gefühl von Hektik entstehen lasse, alles füge sich einfach zusammen, bis das Album endet.